# Архипов, Владимир Афанасьевич
Влади́мир Афана́сьевич Архи́пов (род. 11 ноября 1939, Мухино, Кировская область) — российский поэт и детский писатель, редактор, журналист. Член Союза писателей России. Заслуженный работник культуры Кубани. Главный редактор альманаха «Кубань литературная». Почётный казак кубанской станицы Бесстрашной Отрадненского района Краснодарского края. Почётный гражданин Зуевского района Кировской области.

## Биография
Владимир Афанасьевич Архипов родился 11 ноября 1939 года в селе Мухино Зуевского района Кировской области. Отец поэта Афанасий Дмитриевич — орденоносец, в годы войны прошёл боевой путь от Москвы до Берлина.
В 1960 году Владимир Архипов окончил Кировский сельскохозяйственный техникум и уехал по комсомольской путёвке на целину, в Северный Казахстан, где работал корреспондентом в областной газете «Кокчетавская правда», а позднее — заведующим отделом литературы и искусства в краевой газете «Молодой целинник» (Целиноград). Публиковался в «Комсомольской правде».
В 1971 году окончил Литературный институт им. А. М. Горького  (семинар В.Ф. Бокова и М.Д. Львова).
Далее работал в газете «БАМ», прошёл с первыми десантами легендарной стройки – Байкало-Амурской магистрали — многие таёжные километры.
После завершения строительства Байкало-Амурской магистрали, в 1979 году переехал в Краснодар, где в течение многих лет трудился в краевом управлении культуры и комитете по физической культуре и спорту.
Главный редактор альманаха «Кубань литературная». Руководитель секции поэзии краевого отделения Союза писателей России.
Член-корреспондент Международной академии поэзии и академик Петровской академии наук и искусств.
Живёт и работает в Краснодаре.

## Творчество
- В.А. Архипов дважды лауреат Всероссийской православной литературной премии имени святого благоверного князя Александра Невского, трижды победитель Московского международною поэтическою конкурса «Золотое перо», лауреат муниципальной литературной премии им. А.Д. Знаменского (2011). Академик Петровской академии наук и искусств, член-корреспондент Международной академии поэзии. Награждён медалями Г.К. Жукова, М.А. Шолохова, «Богатырская слава», «Собор Святых воинов» и другими наградами. Заслуженный работник культуры Кубани. Почётный казак кубанской станицы Бесстрашной, почётный гражданин Зуевского района Кировской области. Администрацией района принято постановление (М9 383 от 31 мая 2012 г.) о проведении ежегодного литературного конкурса имени поэта-земляка Владимира Архипова. Именем поэта названа библиотека в его родном вятском селе[5].
- По инициативе В.А. Архипова в Краснодаре в начале XXI века проводятся Дни поэзии Кубани, Дни литературы с писателями Республики Адыгея, городской детский поэтический конкурс «Крылатые качели». В течение многих лет Владимир Афанасьевич успешно обучает литературному мастерству юных авторов, ведёт городскую литературную студию «Вдохновение», выступает в городах и станицах края, на малой родине. На песенном конкурсе о краевом центре его песня "Храни тебя Бог, Краснодар!" признана лучшей.
- В.А. Архипов автор шестнадцати поэтических сборников[6].
- Печатался в коллективных сборниках «Первопроходцы» (Целиноград, 1964), «Магистраль» (Москва, 1977); в журналах «Наш современник», «Смена», «Молодая гвардия», «Вятка» (Киров), «Дальний Восток» (Хабаровск), «Полярная звезда» (Якутск), «Кубань» (Краснодар) и других.

## Основные издания
- Жили – любили. – Краснодар, 1994.
- Суровая нежность. – Краснодар, 1995.
- Тебя спасут любовь и вера. – Ростов-на-Дону, 1999.
- Верю: встанет Русь из пепла! – Краснодар, 2000.
- Живите, люди, в радости! – Краснодар, 2003.
- Я жизнь люблю! – Краснодар, 2004.
- Дай мне руку в непогоду! – Краснодар, 2006.
- Счастливая Настя – Краснодар, 2007.
- Дорогие воспоминания. – Краснодар, 2008.
- Русское чудо – вятский характер – Киров (Вятка), 2009.
- Любовь неугасимая. – Краснодар, 2009.
- Веселые штучки моей почемучки – Краснодар, 2009
- Лебединая верность. – Краснодар, 2010.

## Награды и премии
- Лауреат Всероссийской православной литературной премии имени Святого благоверного князя Александра Невского (Санкт-Петербург, 2007)[7].
- Победитель Московского Международного поэтического конкурса «Золотое перо» (2008; 2009; 2010)[6][8].
- Лауреат Всероссийской православной литературной премии имени Святого благоверного князя Александра Невского — в номинации «Детская литература» (Санкт-Петербург, 2009).
- Почётный гражданин Зуевского района Кировской области.
- Почётные грамоты Союза писателей России, администрации края и городской администрации.
- В 2007 году имя поэта Владимира Архипова присвоено Мухинской сельской библиотеке — решением депутатов Зуевского района Кировской области.